# Сърбобран
Сърбобран (на сръбски: Србобран или Srbobran) е град във Войводина, Сърбия. Градът е административен център на едноименната община и се намира в Южнобачкия окръг. Според преброяването на населението през 2011 година Сърбобран има 12 009 жители, а общината – 15 584 души.

## История
Днешното си име градът получава по времето на революцията в Австрийската империя през 1848 и 1849 година, когато в неговите покрайнини е изграден защитен окоп, който е защитавал сръбските въстаници. Оттам и името на града Сърбобран, което означава „защитник, бранител на сърбите“. Старото име на града е Сентомаш, съответно на унгарски е Szenttamás, а на хърватски – Sveti Tomo или Senttomaš.

## Личности
Родени
- Ненад Настич (р. 1981), футболист